# Marius Sophus Lie
Marius Sophus Lie, norveški matematik, * 17. december 1842, Nordfjordeid, Norveška, † 18. februar 1899, Kristianija, (sedaj Oslo).

## Življenje in delo
Lie je študiral v Kristianiji, kjer je diplomiral leta 1865. 
Raziskoval je algebrske invariante in izdelal obsežno teorijo zveznih simetrij ter jo uporabil pri proučevanju geometrijskih struktur in diferencialnih enačb. 
Njegov največji doprinos k matematiki je spoznanje, da lahko zvezne transformacijske grupe (sedaj imenovane Liejeve grupe) lažje razumemo z njihovo »linearizacijo« in z raziskovanjem pripadajočih rodovnih vektorskih polj (oziroma infinitezimalnih generatorjev). Za takšne generatorje velja linearna različica grupne značilnosti, komutatorskega oklepaja. Njihovo strukturo se njemu v čast danes imenuje Liejeva algebra.